# Бурханівка (Синельниківський район)
Бурхані́вка — село в Україні, у Славгородській селищній територіальній громаді Синельниківського району Дніпропетровської області. Населення за переписом 2001 року становить 117 осіб. 

## Історія
7 (20) листопада 1917 року, відповідно до Третього Універсалу Української Центральної Ради, увійшло до складу Української Народної Республіки.
До 2017 року орган місцевого самоврядування - Гірківська сільська рада.
12 червня 2020 року, відповідно до розпорядження Кабінету Міністрів України № 709-р від «Про визначення адміністративних центрів та затвердження територій територіальних громад Дніпропетровської області», увійшло до складу Славгородської селищної громади.
19 липня 2020 року, в результаті адміністративно-територіальної реформи та ліквідації   Синельниківського (1923—2020)району, село увійшло до складу новоутвореного Синельниківського району.

## Географія
Село Бурханівка розташоване на правому березі річки Нижня Терса, вище за течією на відстані 0,5 км розташоване село Володимирівське, нижче за течією примикає село Троїцьке. По селу протікає пересихаючий струмок з загатою.

## Інтернет-посилання
- Погода в селі Бурханівка [Архівовано 20 грудня 2011 у Wayback Machine.]